# 罗伯托·托齐

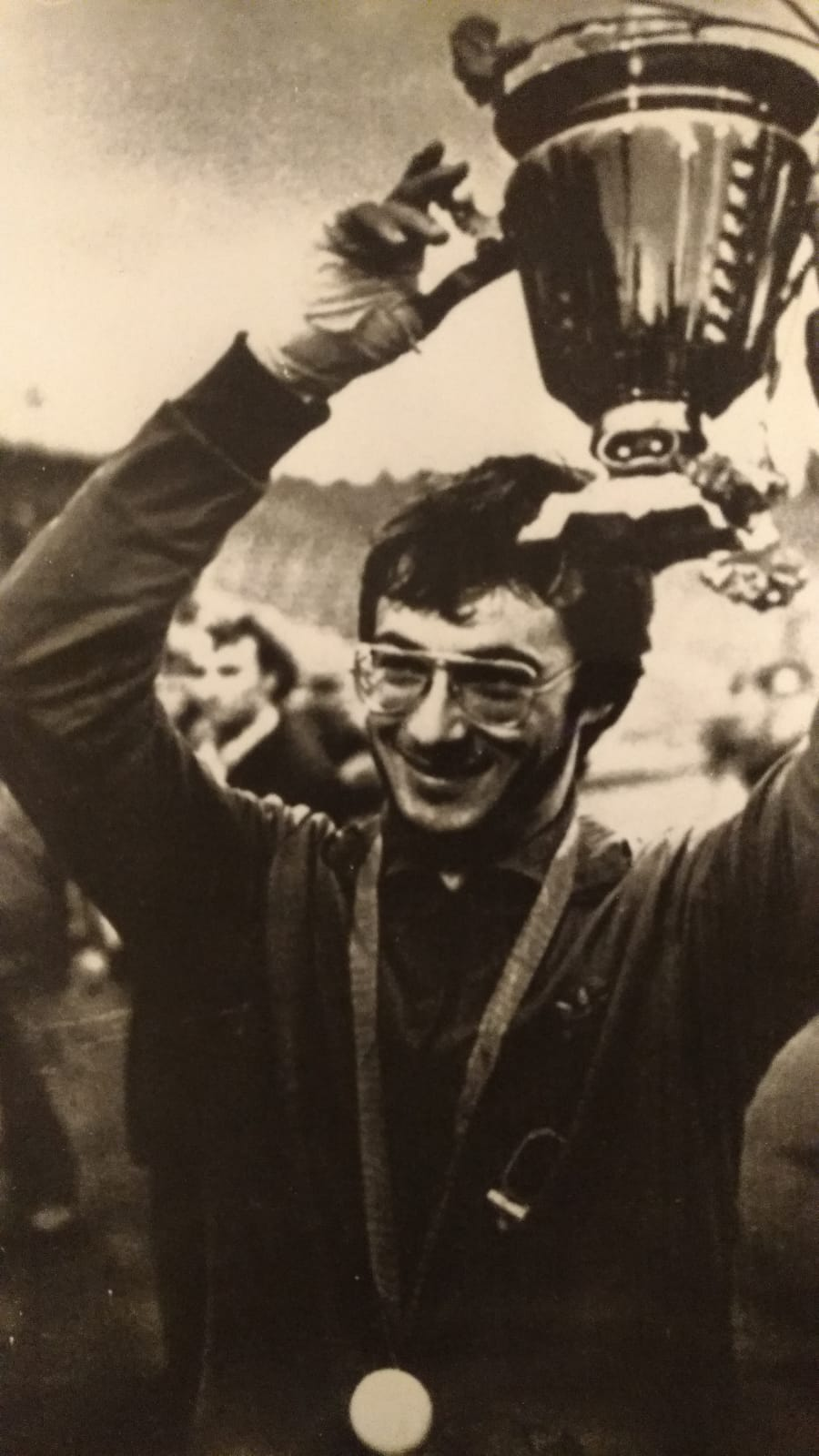
罗伯托·托齐

罗伯托·托齐（義大利語：Roberto Tozzi，1958年12月17日—），意大利男子田径运动员，主攻400米赛跑。他曾代表意大利参加1980年和1984年夏季奥林匹克运动会田径比赛，其中在1980年奥运会获得一枚铜牌。